# 高浜工業
高浜工業株式会社（たかはまこうぎょう、英: Takahama Industry Co., Ltd）は、愛知県高浜市に本社を置く機械設備メーカーである。

## 概要
瓦や陶磁器などの製品を製造する窯業機械設備を生産する。

他にもロボットを使う自動化設備、多種多様な一般産業機械設備、自動車やバイク等の精密鍛造部品を生産する。

## 沿革
- 1902年(明治35) - 碧海郡新川町（現碧南市）において鍛造事業部の祖業を開始
- 1947年(昭和22) - 鍛冶関鉄工所として創業。窯業機械の製造販売を開始
- 1959年(昭和34) - 高浜町（現高浜市）に工場誘致条例適用第１号企業として、高浜工業株式会社を設立。㈱鍛冶関鉄工所から分離独立、精密型鍛造事業を開始
- 1964年(昭和39) - ㈱鍛冶関鉄工所の窯業機械の生産部門を吸収し、生販分離体制で営業。高浜工業㈱は生産部門。㈱鍛冶関鐵工所は販売部門。
- 1967年(昭和42) - 岐阜県土岐市に東濃営業所を開設
- 1976年(昭和51) - 兵庫県洲本市に淡路営業所を開設
- 1977年(昭和52) - 島根県江津市に島根営業所を開設
- 1979年(昭和54) - ㈱鍛冶関鉄工所を㈱カジセキに社名変更
- 1982年(昭和57) - 生販一体化体制で㈱カジセキを吸収合併。社名は商標名“カジセキ”として存続。
- 1984年(昭和59) - 鍛造事業部にコールドフォーマーを導入し冷間鍛造分野の業務を強化拡充
- 1985年(昭和60) - つくば科学万博にATM型全自動食器製造プラントを協賛出展。科学技術庁長官賞を受賞
- 2001年(平成13) - 無焼成レンガプラントの開発に成功
- 2002年(平成14)- 国際標準化機構「ISO9001」の審査登録[3]
- 2003年(平成15)- 国際標準化機構「ISO14001」の審査登録[4]
- 2008年(平成20) - リサイクル瓦の製造技術が評価され「2008愛知環境賞銅賞」受賞
- 2021年(令和3) - 高浜市と災害救助物資等の搬送等及び避難場所の利用に関する協定を締結

## 主な製品
窯業機械設備の製品には、次のようなものがあります。
- 混練機：異なる材料を混ぜ合わせたり練ったりする機械
- ローラーミル：回転するローラーとリング内面との間で原料を押しつぶす機械
- 熱風乾燥機：熱風を吹きかけて乾燥させる機械
- 土練機
- 小型分解式真空押出し機

## 主要事業所
- 本社・本社工場（愛知県高浜市）[2]
- 東濃営業所（岐阜県土岐市）[2]
- 淡路営業所（兵庫県南あわじ市）[2]
- 島根営業所（島根県江津市）[2]